# Archives départementales de la Mayenne
Les archives départementales de la Mayenne sont un service du conseil départemental de la Mayenne (Pays de la Loire, France).

## Édifice
Les archives sont installées à Laval dans un immeuble construit de 1913 à 1923 et agrandi en 1993. Le premier bâtiment est commandé auprès de Léopold Ridel, architecte de la ville, mais il meurt en 1910 et doit être remplacé par Jacques-Albert Courau, architecte départemental du Lot-et-Garonne. Ce dernier dessine les plans de l'édifice et les travaux commencent en mars 1913. Interrompus en 1914 par la Première Guerre mondiale, ils ne reprennent qu'en 1920 pour finir trois ans plus tard. L'édifice, en pierre de taille de calcaire, est posé sur un socle de granite. L'ensemble est rythmé par des pilastres et le rez-de-chaussée des façades latérales est décoré de grès bleu.
Dans les années 1980, le premier bâtiment s'avère trop exigu pour le stockage des nouvelles archives, et une extension est projetée en 1989. Celle-ci, vaste d'environ 6 000 m2, est commencée en 1991 et terminée en 1993. Le chantier comprend aussi la rénovation du bâtiment existant, et celui-ci ne sert plus depuis qu'à l'accueil du public, la fonction de stockage étant réservée à l'extension. L'extension, avec ses façades en métal et en teck, possède les mêmes lignes directrices que le bâtiment de 1923, ce qui rend l'ensemble harmonieux. L'architecte en est Dominique Perrault.
Les capacités de stockage de l'extension de 1993 seront normalement atteintes en 2040.

## Fonds et collections

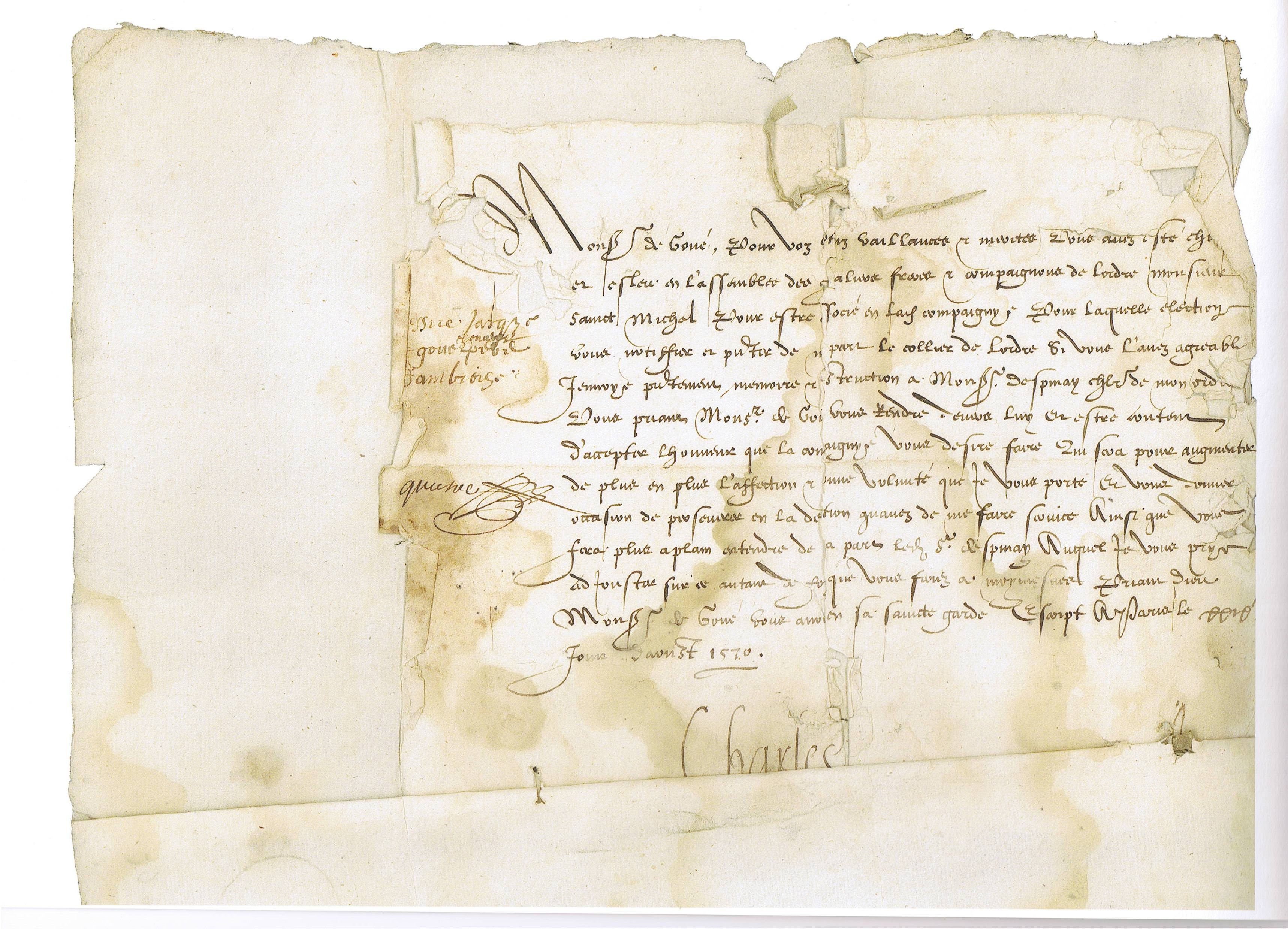
Promotion de Jacques de Goué dans l’Ordre de Saint-Michel, 1570, Signée par Charles IX

Comme toutes les archives départementales françaises, celles de la Mayenne conservent les archives du département depuis sa création ainsi que des établissements publics dont le siège est situé dans le département, les archives notariales, certaines archives communales et les dons volontaires de particuliers.
Elles conservent un grand nombre de ces fonds d'origine privée, comme les fonds Trouillet et Brilhault, qui regroupent des photographies prises par des particuliers au cours du XXe siècle, illustrant la vie quotidienne et des événements comme le bombardement de Laval en 1944. Certains dons ont aussi été faits par des associations comme la Société ardoisière de l'Anjou. Les collections incluent également des photographies aériennes, des documents de l'armée américaine, des cartes postales anciennes et une monographie des communes de Mayenne réalisée par les instituteurs du département en 1899.
Parmi les versements d'institutions publiques, il y a notamment les archives des hôpitaux de Craon et de Château-Gontier, allant du XVIIIe au XXe siècle, les dossiers du contrôle des prix et de la répression des fraudes, ceux de la direction départementale de l’Équipement, et les archives des tribunaux de commerce de Laval et de Mayenne. Les archives possèdent aussi des documents de l'abbaye Notre-Dame d'Évron et le chartrier du château de Fresnay.

## Activités
Les archives de la Mayenne organisent régulièrement des expositions, comme celle sur la Shoah présentée en 2009, sur Félix Desille en 2008, et celle sur Jean-Loup Trassard en 2010.
Les archives départementales publient régulièrement des ouvrages sur l'histoire locale.
Un service éducatif est à la disposition des écoles, collèges et lycées.

## Archives numériques
Les archives de la Mayenne sont les premières en France à avoir proposé une consultation en ligne sur internet de la numérisation de différents fonds qu'elles conservent : registres paroissiaux et d'état civil, recensements de population, cadastre napoléonien, registres militaires ou encore hypothèques,. La numérisation a commencé dès 1993 et se poursuit encore. 25 millions d'images ont été consultées sur le site internet des archives en 2010. Un moteur de recherche interne doit par ailleurs être mis en place, et, à terme, être accessible directement sur Internet.

## Directrices et Directeurs
- Léon Maître, 1865-1869
- Victor Duchemin, 1869-1878
- Alfred de Martonne, 1879-1896
- Ernest Laurain, 1896-1932
- Henry Chanteux, 1932-1970

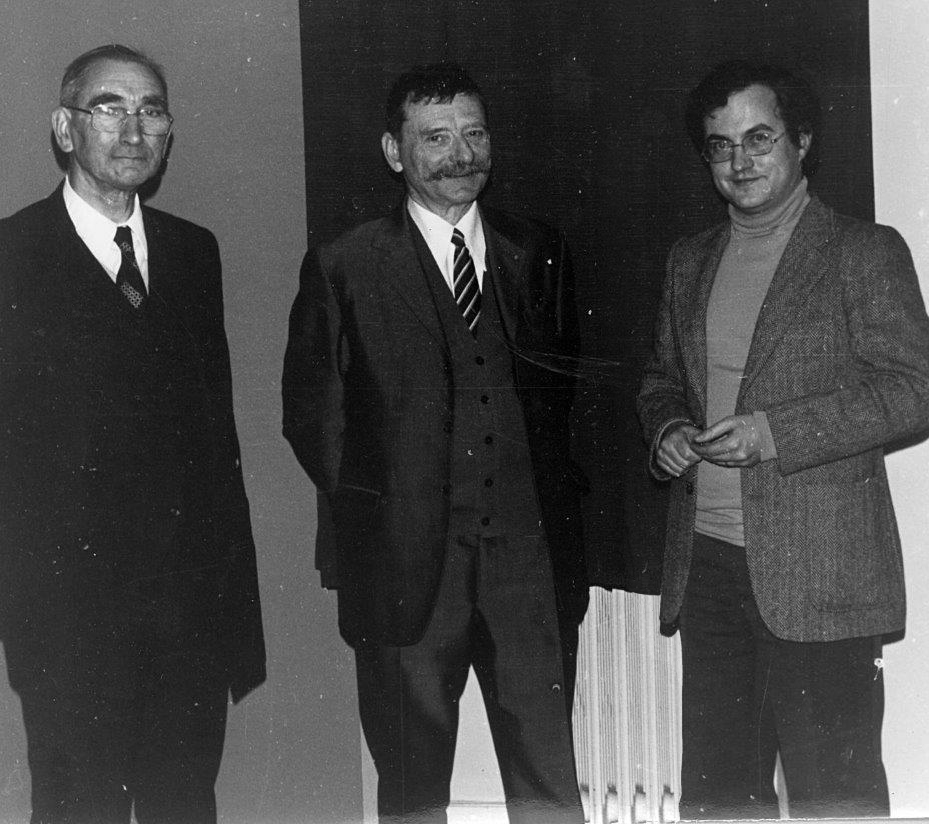
Trois directeurs des Archives départementales de la Mayenne réunis en 1978 : Henry Chanteux (1933-1970), Henri Boullier de Branche (1970-1973) et Joël Surcouf (1974-2011).

- Henri Boullier de Branche, 1970-1973
- Joël Surcouf, 1974-2011
- Isabelle Las, 2011-2014
- Anne-Marie Bruleaux, 2014-2017
- Cyril Daydé, 2018-auj.

## Pour approfondir